# Polizei SV Elbing
Der Polizei SV Elbing war ein deutscher Sportverein aus dem im heutigen Polen gelegenen Elbląg.

## Geschichte
Der Verein wurde 1924 unter dem Namen SV Schutzpolizei Elbing gegründet. Später erfolgte die Umbenennung zu Polizei SV Elbing. Erste überregionale Ergebnisse stammen aus der Saison 1930/31, als der PSV Elbing erstmals in der Bezirksklasse Westpreußen des Bezirkes Grenzmark spielte. Elbing konnte die Liga gewinnen und qualifizierte sich dadurch für die Fußballmeisterschaft Grenzmark. Im Finale traf Elbing auf den SV Graf Schwerin Deutsch Krone. Nachdem das Hinspiel 1:1 unentschieden ausging, reichte Elbing im Rückspiel ein 1:0-Sieg, um Fußballmeister des Bezirkes Grenzmark zu werden. In der anschließenden Baltischen Fußballendrunde wurde Elbing dritter von vier Teilnehmern, jedoch punktgleich mit dem Zweitplatzierten VfB Königsberg, so dass ein Entscheidungsspiel um die Vizemeisterschaft des Baltischen Sport-Verbandes nötig wurde. Dieses verlor der PSV Elbing mit 2:6 und verpasste somit die Teilnahme an der deutschen Fußballmeisterschaft. In der Saison 1931/32 erreichte Elbing den dritten Platz in der Bezirksliga Westpreußen. 1932/33 konnte der PSV Elbing erneut die Bezirksliga Westpreußen gewinnen. Bei der anschließenden Endrunde um die Grenzmark Meisterschaft erreichte Elbing den zweiten Platz der Gruppe A, welcher nicht zum Weiterkommen reichte.
Mit Machtergreifung der Nationalsozialisten wurden 1933 die Fußballverbände aufgelöst und es entstanden die Sportgaue. Elbing erreichte in der Qualifikationsrunde im Kreis Westpreußen Platz 2, was die Qualifikation zur zweitklassigen Bezirksklasse IV Danzig-Marienwerder bedeutete. Eine Teilnahme an der erstklassigen Gauliga gelang Elbing nicht. 1942 erfolgte eine Umbenennung zu SG Ordnungspolizei Elbing.
Die Feldhandball-Abteilung des Vereins spielte 1933/34 und 1934/35 in der erstklassigen Handball-Gauliga Ostpreußen.
Nach dem Zweiten Weltkrieg wurde das zum Deutschen Reich gehörende Elbing unter polnische Verwaltung gestellt. Der Polizei SV Elbing wurde – wie alle übrigen deutschen Vereine und Einrichtungen – zwangsaufgelöst.

## Erfolge
- Fußballmeister Grenzmarks: 1931
- Sieger Bezirksklasse Westpreußen: 1931, 1933